# استدلر
استدلر (به آلمانی: Staedtler) یک شرکت آلمانی چندملیتی تولیدکننده نوشت‌افزار مستقر در نورنبرگ است. این شرکت توسط جی‌اس استدلر (۱۸۰۰–۱۸۷۲) در سال ۱۸۳۵ تأسیس شد و انواع زیادی از لوازم التحریر، مانند ابزارهای نوشتاری (از جمله ابزار ترسیم فنی)، مواد هنری و تجهیزات اداری تولید می‌کند.
استدلر ادعا می‌کند که بزرگ‌ترین تولیدکننده مداد چوبی، قلم پروژکتور آموزشی، مداد نوکی، سرب مداد، پاک‌کن و خمیر مجسمه‌سازی در اروپا است. استدلر بیش از ۲۶ شرکت تابعه جهانی و ۹ مرکز تولیدی دارد. تقریباً دو سوم تولید این شرکت در چهار مرکز تولید در نورنبرگ، آلمان انجام می‌شود، اگرچه برخی از محصولات آن نیز در ژاپن ساخته می‌شوند. خط مدادهای نوریس در مدارس بریتانیا بسیار رایج است.

## تاریخچه
منشأ این نام تجاری را می‌توان از قرن هفدهم دنبال کرد، زمانی که فردریش استدلر کل فرایند تولید مداد، از سرب تا چوب را در دست گرفت. با این حال، این فعالیت توسط شورای نورنبرگ ممنوع شد و اعلام شد که تولید باید توسط دو متخصص مختلف توسعه یابد. در نهایت، کار استدلر به لغو این مقررات کمک کرد. همین موضوع کار سایر تولیدکنندگان مداد در نورنبرگ را تسهیل کرد.
این شرکت توسط یوهان سباستین استدلر در سال ۱۸۳۵ به عنوان یک کارخانه مدادسازی تأسیس شد که ابتدا در نورنبرگ تأسیس شد، اما ریشه‌های این شرکت به سال ۱۶۶۲ بازمی‌گردد، زمانی که در سالنامه‌های شهر به فردریش استدلر به عنوان یک صنعتگر مدادسازی اشاره شد. استدلر از شورای شهر اجازه تولید مدادهای سرب سیاه، گچ قرمز و پاستل را در کارخانه صنعتی خود دریافت کرد. در سال ۱۸۶۶، شرکت ۵۴ کارمند داشت و ۲ میلیون و ۱۶۰ هزار مداد در سال تولید می‌کرد.

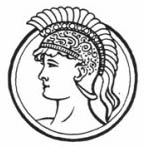
اولین نسخه از آرم «سر مارس» که در سال ۱۹۰۸ عرضه شد

در سال ۱۹۰۰، استدلر نام تجاری مارس را ثبت کرد (که نشان دهنده خدای جنگ روم باستان بود)، از این نام برای برخی از خطوط محصولات استفاده کرد و همچنین آرم سر مارس را رونمایی کرد. در همان سال عرضه محصولات استدلر در ایتالیا آغاز شد. در سال ۱۹۰۱ برند نوریس توسط این شرکت عرضه شد.
در سال ۱۹۲۲ یک شرکت تابعه در ایالات متحده (واقع در نیویورک) تأسیس شد. چهار سال بعد یک شرکت تابعه ژاپنی به دنبال آن قرار گرفت. در سال ۱۹۳۷ نام این شرکت به Mars Pencil and Fountain Pen Factory تغییر یافت و دامنه محصولات به ابزارهای نوشتاری مکانیکی گسترش یافت. در سال ۱۹۴۹ تولید خودکار شروع شد که به‌طور گسترده به جای خودنویس مورد استفاده قرار گرفتند (اگرچه استدلر هنوز هم دومی را تولید می‌کند).
در سال ۱۹۵۰ تولید مداد پیشران (یا مداد نوکی) آغاز شد که اولین آنها از چوب ساخته شد. چهار سال بعد، برند «لوموکالر» به ثبت رسید. این برند برای طراحی طیف وسیعی از ماژیک‌های استدلر مورد استفاده قرار گرفت. سر مارس در سال ۱۹۵۸ به لوگوی قطعی استدلر تبدیل شد. این لوگو از آن زمان تاکنون چندین تغییر در سبک داشته‌است که آخرین آن در سال ۲۰۰۱ بود.
در سال ۱۹۶۲ این شرکت شروع به تولید راپیدوگراف کرد. در سال ۱۹۶۷ یک شرکت تابعه ایتالیایی در میلان تأسیس شد. در دهه ۱۹۷چ، استدلر کارخانه‌ای در Neumarkt را خریداری کرد که قبلاً کارخانه Eberhard Faber بود. با این وجود، در سال ۲۰۰۹ استدلر حقوق نام تجاری "Eberhard Faber" را به فابر-کاستل فروخت، اگرچه این شرکت کارخانه Neumarkt را نگه داشت و امروزه در آن مدادهای چوبی می‌سازد.
از سال ۲۰۱۰، فیمو (مدل خمیر مجسمه‌سازی)، مالی، آکواسافت و برندهای دیگر با نام استدلر به بازار عرضه شدند. علاوه بر این، این شرکت در همان سال ۱۷۵ سالگی خود را جشن گرفت.

## محصولات
محصولات استدلر عبارتند از: نوریس، مارس لوموگراف (مداد)، مارس پلاستیک (پاک‌کن)، ۹۲۵- سریز (مداد نوکی)، مارس میکرو (مداد چوبی)؛ تریپلاس (روان‌نویس)، تکست‌سرفر (ماژیک فسفری)، لوموکالر (ماژیک، مداد رنگی و…).
نمودار زیر شامل تمام خطوط تولید استدلر است:

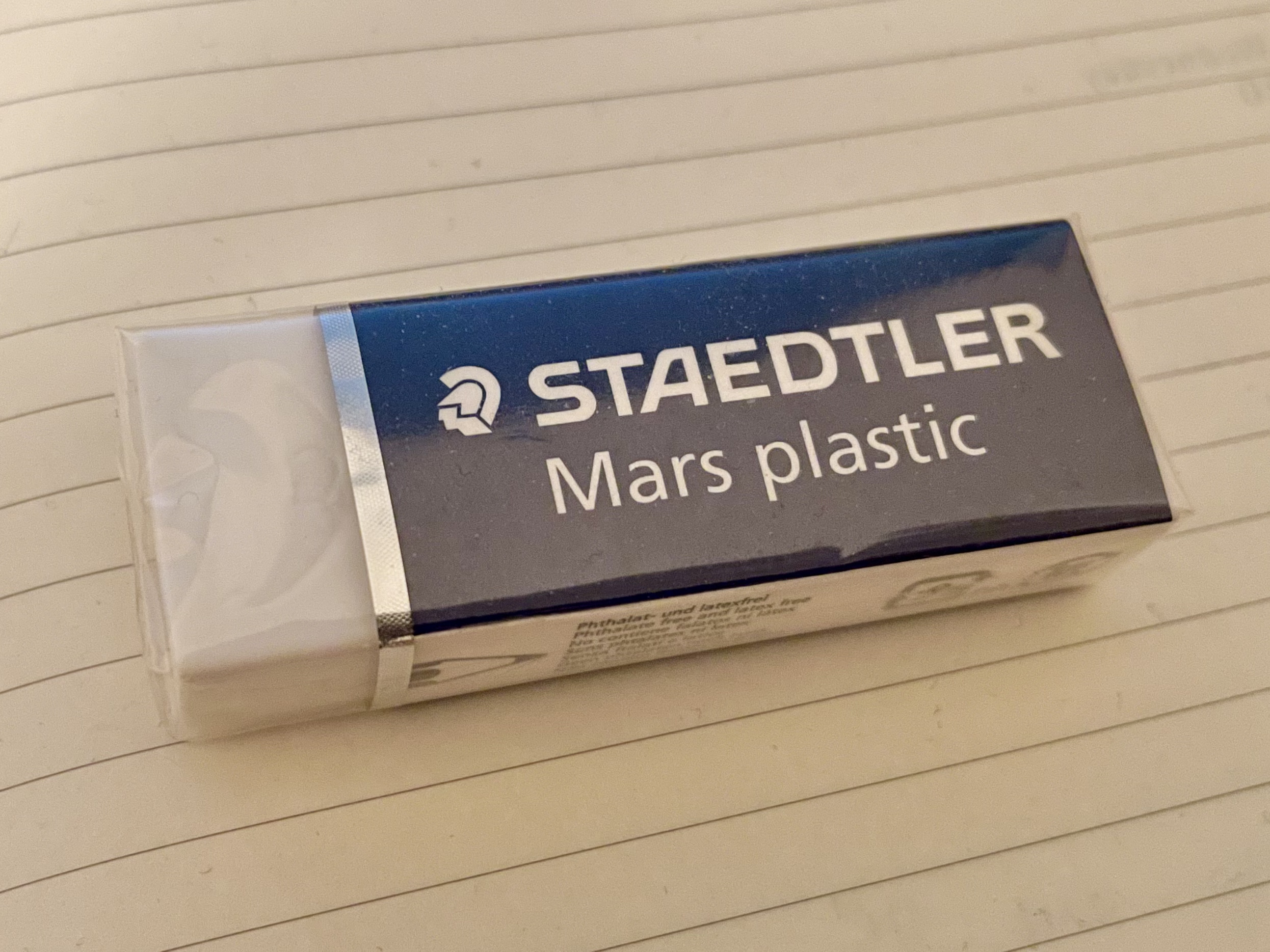
پاک‌کن مارس پلاستیک استدلر

| رده           | محصولات                                                                   |
| ------------- | ------------------------------------------------------------------------- |
| نوشت‌افزارها   | مداد، مداد نوکی، سر، ماژیک، هایلایتر، خودکار، روان‌نویس                    |
| ترسیم فنی     | راپیدوگراف، پرگار، خط‌کش، گونیا، تخته رسم، راهنمای حروف‌نویسی               |
| لوازم هنری    | مدادرنگی، مداد ابرو، گچ فرنگی، مداد شمعی، رنگ نقاشی، خمیر مجسمه‌سازی، مرکب |
| تجهیزات اداری | پاک‌کن، مدادتراش                                                           |

## جوایز
استدلر جوایزی را برای محصولات خود دریافت کرده‌است، که اخیراً برای مدادهای گرافیتی وُپکس (طراحی شده با "Teams Design") و خط تریپلاس است.

### ۲۰۰۸
جایزه رد دات، ماژیک چرخان لوموکالر

### ۲۰۰۹
بیو کامپوزیت سال، مداد گرافیتی وُپکس
جایزه ISH Design Plus، مداد گرافیتی وُپکس
جایزه رد دات، مداد نوکی تریپلاس ۷۷۶

## نگارخانه

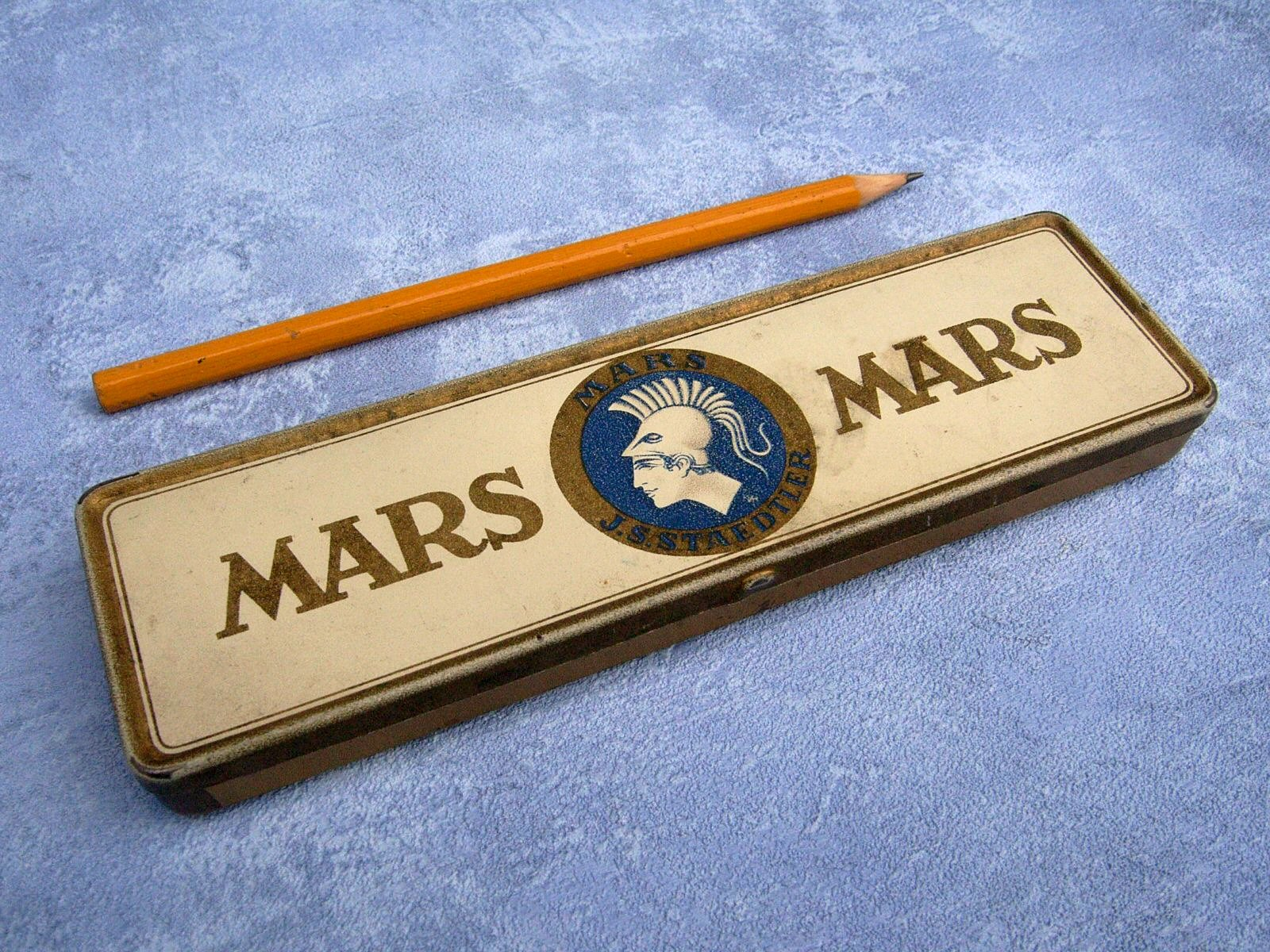
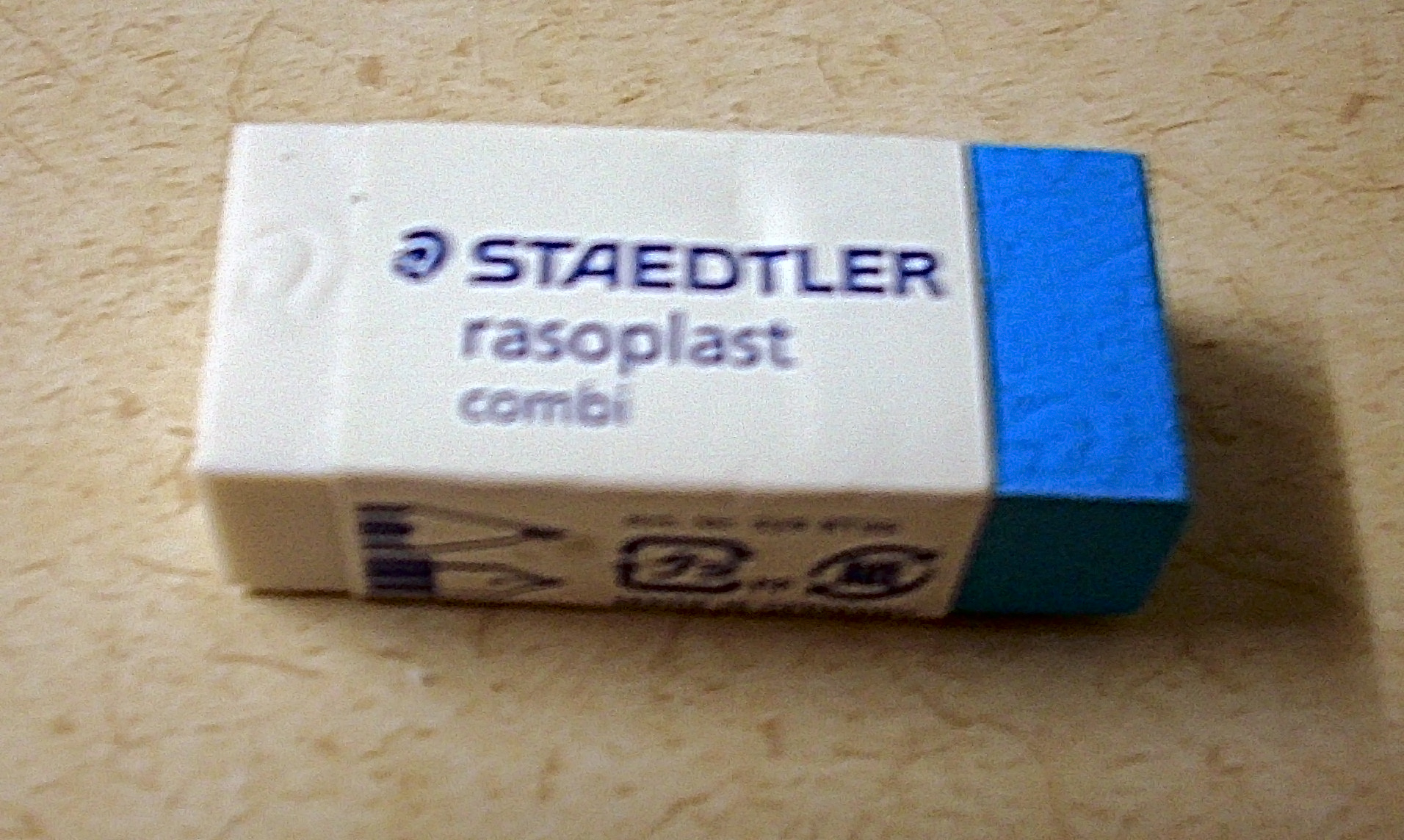
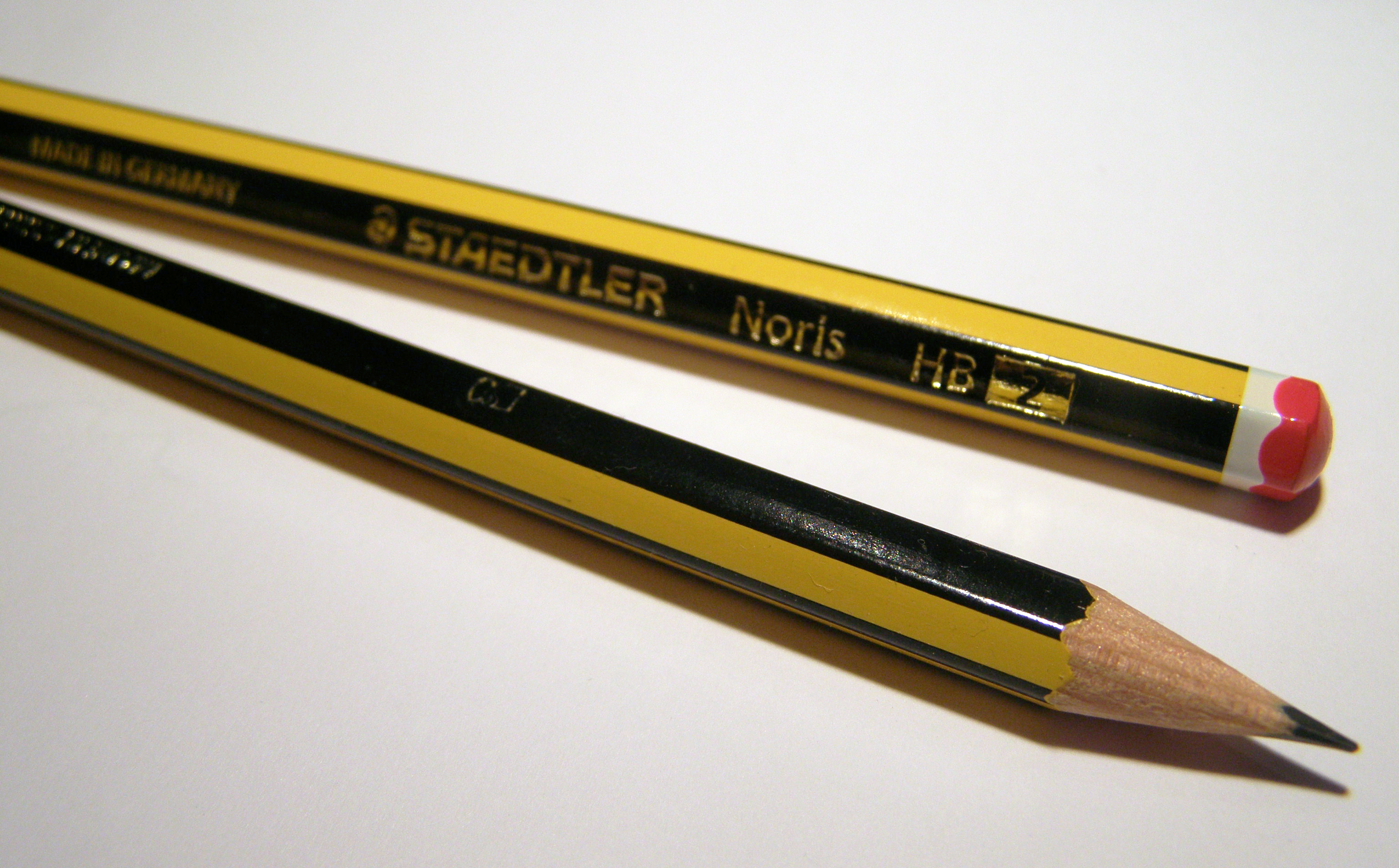
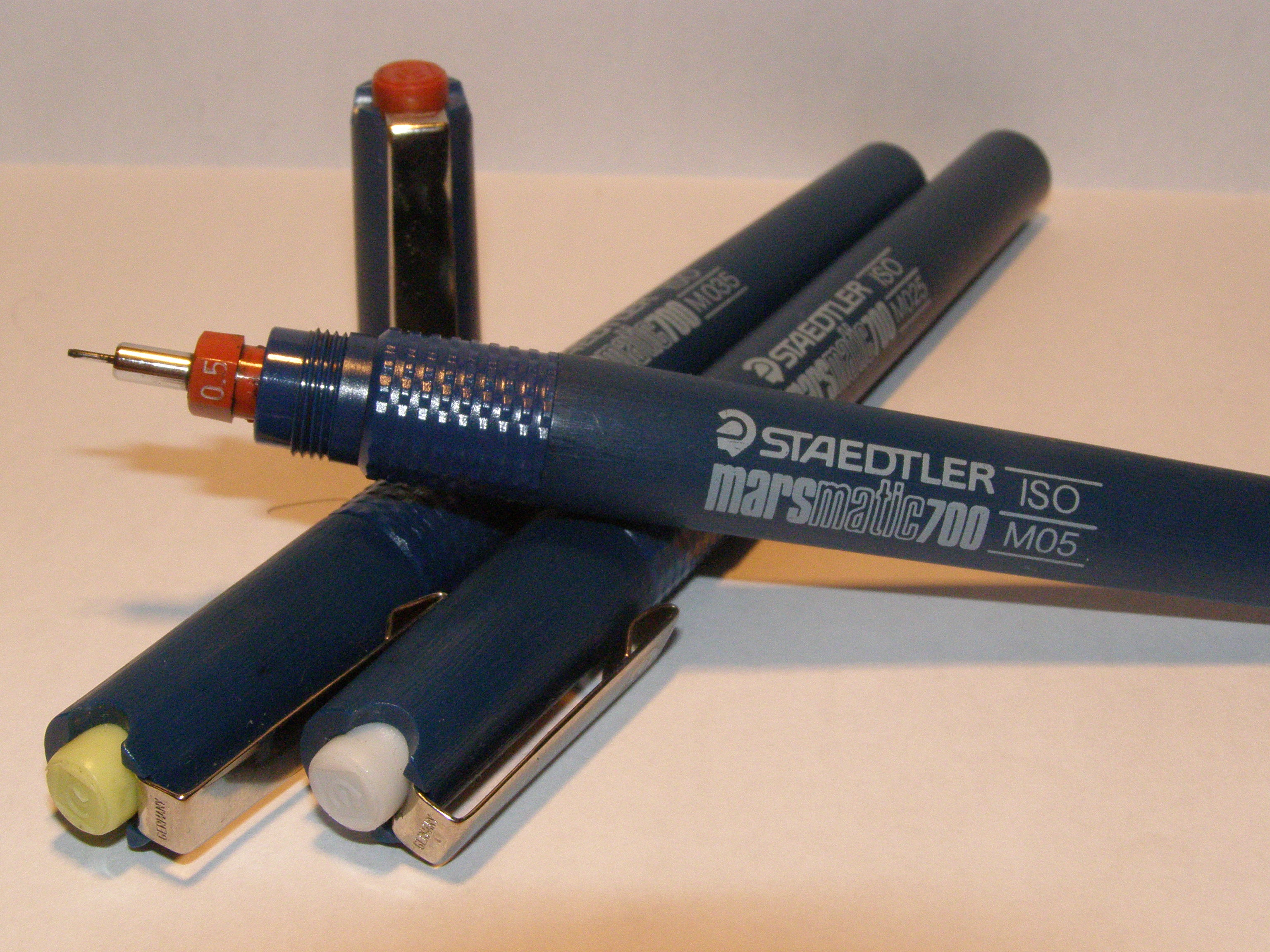
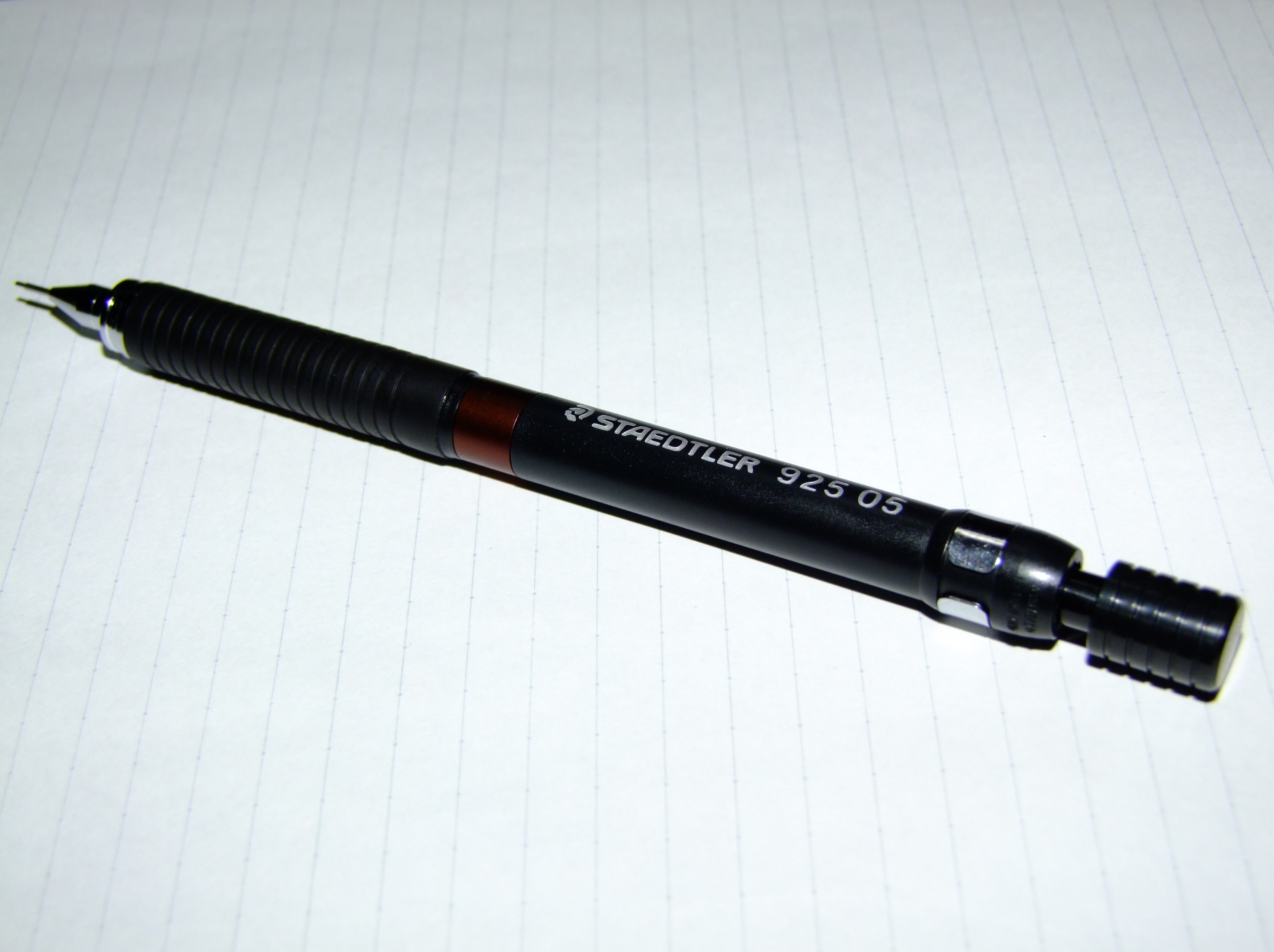
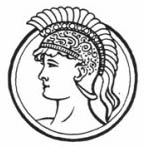

### ۲۰۱۱
جایزه رد دات، قلم توپی تریپلاس ۴۲۶